# Adrian Andrei Rusu
Adrian Andrei Rusu (Mediaș, 8 de noviembre de 1951) es un arqueólogo e historiador medieval rumano. Trabaja en el Instituto de Arqueología e Historia del Arte de Cluj-Napoca, que opera como parte de la Academia Rumana.
Es especialista en la investigación de monumentos históricos medievales y premodernos, así como de la cultura material, de la Edad Media Cásica y Tardía en Transilvania.
Fue investigador principal de las ruinas del monasterio de Bizere en Frumușeni, distrito de Arad. Otros sitios arqueológicos en los que ha desarrollado su actividad son el monasterio de Cerna, Densuș, Ostrov, Galați, Nălațvad, Râu de Mori (Țara Hațegului), Vințu de Jos (monasterio de los dominicos y castillo Martinuzzi), Teiuș (monasterio franciscano), fortaleza de Oradea, fortaleza de Râșnov, etc.
Participa en revistas especializadas, como Mediaevalia Transilvanica y Arheologia Medievală. Es promotor de programas de investigación sobre el Hațeg medieval, las élites medievales rumanas en el reino de Hungría, las iglesias medievales (serie Arquitectura religiosa medieval en Transilvania), y promociona las disciplinas medievales en páginas web.
Es autor, redactor y editor de varios estudios en el campo de los castillos, monasterios, cristalería y cerámica en la construcción histórica de época medieval. Ha publicado alrededor de cincuenta obras en 133 publicaciones científicas en cinco idiomas, y sus obras se han reeditado en varias ocasiones.

## Publicaciones
- Dicționarul mănăstirilor din Transilvania, Banat, Crișana și Maramureș. 2000.[2]
- Ctitori și biserici din Țara Hațegului până la 1700. 1997.
- Izvoare privind evul mediu românesc : Țara Hațegului în secolul al XV-lea : (1402-1473). 1989.
- Ioan de Hunedoara şi Românii din vremea sa : studii. 1999.
- Arhitectura religioasă medievală din Transilvania (Medieval ecclesiastical arhitecture in Transylvania). 2002.
- Bibliografia fortificatiilor medievale şi premoderne din Transilvania şi Banat. 1996.
- Castelarea carpatică : fortificații și cetăți din Transilvania și teritoriile învecinate : sec. XIII-XIV. 2005.
- Gotic și Renaștere la Vințu de Jos : documente de cultură materială din Transilvania secolelor XIII-XVII. 1998
- Editor de la 2ª ed. en rumano de  Regatul Sfântului Ştefan: istoria Ungariei medievale, 895-1526, de Pál Engel. 2006.
- Mozaicurile medievale de la Bizere, junto con Ileana Burnichioiu. 2006.
- Cetatea Oradea : Monografie arheologica vol. I: zona palatului episcopal. 2002.
- Investigǎri ale culturii materiale medievale din Transilvania. 2008.
- Mănăstirea Bizere. 2011.
- Secolul al XIII-lea pe meleagurile locuite de către români by Secolul al XIII-lea pe Meleagurile Locuite de către Români (Conferencia). 2006.
- Monumente medievale din Ţara Haţegului. 2008
- Monumentele medievale din Țara Haţegului. 2008
- Alba Iulia: between Bishopric See and the capital of the Principality of Transylvania. 2010.
- Alba Iulia : între fondarea eparhiei şi capitala Principatului Transilvaniei. 2009.
- Castelul şi spada: cultura materială a elitelor din Transilvania în Evul Mediu târziu. 2019.
- Monumente. 2000.